# No Pads, No Helmets... Just Balls
No Pads, No Helmets... Just Balls är det kanadensiska rockbandet Simple Plans debutalbum. Albumet släpptes den 19 mars 2002.

## Låtlista
1. "I'd Do Anything" – 3:17
  - featuring Mark Hoppus blink-182, och +44 medlem
2. "Worst Day Ever" – 3:27
3. "You Don't Mean Anything" – 2:28
  - med sång av Joel Madden från Good Charlotte
4. "I'm Just a Kid" – 3:18
5. "When I'm with You" – 2:37
6. "Meet You There" – 4:14
7. "Addicted" – 3:52
8. "My Alien" – 3:08
9. "God Must Hate Me" – 2:44
10. "I Won't Be There" – 3:09
11. "One Day" – 3:15
12. "Perfect" – 4:37

## Bonusspår på utökad version
1. Grow Up" – 2:32
2. "My Christmas List" – 3:27

## Singlar
- I'm Just A Kid
- I'd Do Anything
- Addicted
- Perfect

## Betyg
- All Music Guide: 4/5
- Rolling Stone: 2/5